# Alberico da Barbiano
Alberico da Barbiano El Gran (Barbiano di Cotignola, 1344 – Castello di Pieve del Vescovo, 26 d'abril de 1409) fou un condottiero italià, comte de Cunio.

## Infància
Fill d'Alidosio da Barbiano, descendent d'una antiga família carolíngia d'Ímola, comtes de Cunio i senyors de Barbiano, Lugo i Zagonara, nasqué a Barbiano el 1344. Va deixar els estudis per posar-se al servei de John Hawkwood.

## Primeres batalles
El 1365 Alberico i la seva família van entrar en conflicte amb els Visconti per la possessió de Zagonara: la disputa va acabar amb la intervenció del rector pontifici de la Romagna, Daniele del Carretto.
El 1375, la República de Florència va entrar en obert conflicte amb el Papa en la Guerra dels Vuit Sants i Alberico va ajudar John Hawkwood en favor dels Estats Pontificis. L'any següent, disgustat per les batudes i matances comeses pels soldats estrangers de fortuna va fundar la Companyia d'Aventurers de San Giorgio sent la primera composta només per milicians italians. Va innovar l'art de la guerra amb nous mètodes de càrrega i canviant les armadures dels cavalls i afegint punxes mortals en l'assalt, i el collaret per al casc del cavaller.

## Al servei del Papa
L'esperit de lluita d'Alberico i el poder de la seva Companyia d'Aventurers de San Giorgio tenien gran reputació a la península quan les tropes mercenàries de Climent VII d'Avinyó van arribar a Itàlia disposades a deposar Urbà VI, va respondre amb promptitud a la crida d'auxili del Papa i Caterina de Siena. En la batalla de Marino en 1379 va derrotar les milícies bretones i gascones al comandament de Louis de Montjoie i Bernard de la Salle.
Alberico va participar en la guerra per la Corona de Nàpols entre la reina Joana I (i el seu marit Otto de Brunswick) i Carles de Durazzo, recolzat per Urbà VI. El 18 de juny de 1381, Alberico va derrotar Otto a Nàpols i va assetjar Joana al Castell Nou de Nàpols, capturant-la i empresonant-la als Abruços. Barbiano va ser nomenat Conestable pel nou rei Carles III, i es va haver d'enfrontar Lluís I d'Anjou, que havia arribat a Itàlia amb un exèrcit de 40.000 homes. Alberico va aconseguir protegir Forlì i Cesena. però Lluís fou derrotat per Carles III a Campobasso i va ser declarat rei de Nàpols.
En 1385 va alliberar, amb el seu germà Giovanni, la ciutat de Barbiano, ocupada per les tropes del bolonyès Giacomo Boccadiferro des de la mort d'Alidosio da Barbiano.
Alberico va ser derrotat en la batalla d'Ascoli en 24 d'abril de 1392 per Lluís II de Provença, i el seu rescat de 3.000 florins, fou pagat per Joan Galeàs Visconti, qui el va contractar.

## Al servei de Milà
Lluità per Joan Galeàs Visconti contra el bolonyès Giovanni Bentivoglio, participant en la victòria a la batalla de Casalecchio.
En preparció de la invasió del ducat de Màntua el va enviar amb un exèrcit en direcció a Pisa per impedir reforços florentins, però després de la derrota d'Ugolotto Biancardo a la batalla de Governolo, Visconti el cridà per atacar la Lliga antivisconti, derrotant-los a la batalla de Borgoforte, i un cop arribats a les portes de Màntua va signar un armistici.

## Al servei de Nàpols
En 1400, llicenciat del seu càrrec per al Visconti, Alberico fou cridat en d'auxili de Ladislau I de Nàpols, que s'havia refugiat a Gaeta quan Lluís II de Provença va prendre Nàpols, va acampar a Afragola, i quan els nobles napolitans van donar suport a Lluís, aquest va cridar la flota i va desembarcar a la capital, posant setge al Castell Nou, lloc d'on Lluís II de Provença va fugir per mar.

## Guerra contra els Manfredi
El 1400, mentre es trobava al Regne de Nàpols, va rebre la notícia de la mort del seu germà Giovanni, penjat a la plaça de Bolonya pels delictes de saqueig i massacre. Alberico declarà la guerra a Astorre Manfredi, responsable de l'execució del seu germà, atacant Faenza l'octubre i iniciant un llarg setge a la ciutat juntament amb Pino Ordelaffi. El 1401 s'alià amb Giovanni I Bentivoglio, senyor de Bolonya, qui acordà en secret amb Astorre Manfredi, obligant Alberico a aixecar el setge.
Enfurismat per la traïció, va envair Bolonya i va començar una llarga guerra contra els Bentivoglio i Astorre Manfredi, qui en 1404 es va veure obligat a rendir-se i lliurar Faenza al cardenal Baldassarre Cossa, legat papal de Bolonya, per 25.000 florins.

## Últims anys
En 1405, Alberico va atacar un carregament de blat comprat pel Cardenal Cossa dirigit a Bolonya, fet que li va costar el títol de Senador dels Estats Pontificis, acte revocat per l'excomunió dictada pel Papa Innocenci VII.
No va passar molt de temps que Alberico va assabentar de la revolta del seu fill Manfredo da Barbiano, senyor de Lugo, que va declarar la guerra al seu germà Lodovico da Barbiano, senyor de Zagonara, aliat amb el Cardenal Cossa, qui va esdevenir el seu principal enemic, i la intenció d'ocupar la ciutat.
Alberico mai va tornar a la Romanya, va morir de nefritis al castell de Pieve del Vescovo, a Perugia, 26 d'abril de 1409.